# Maciej Kazimierz Sarbiewski

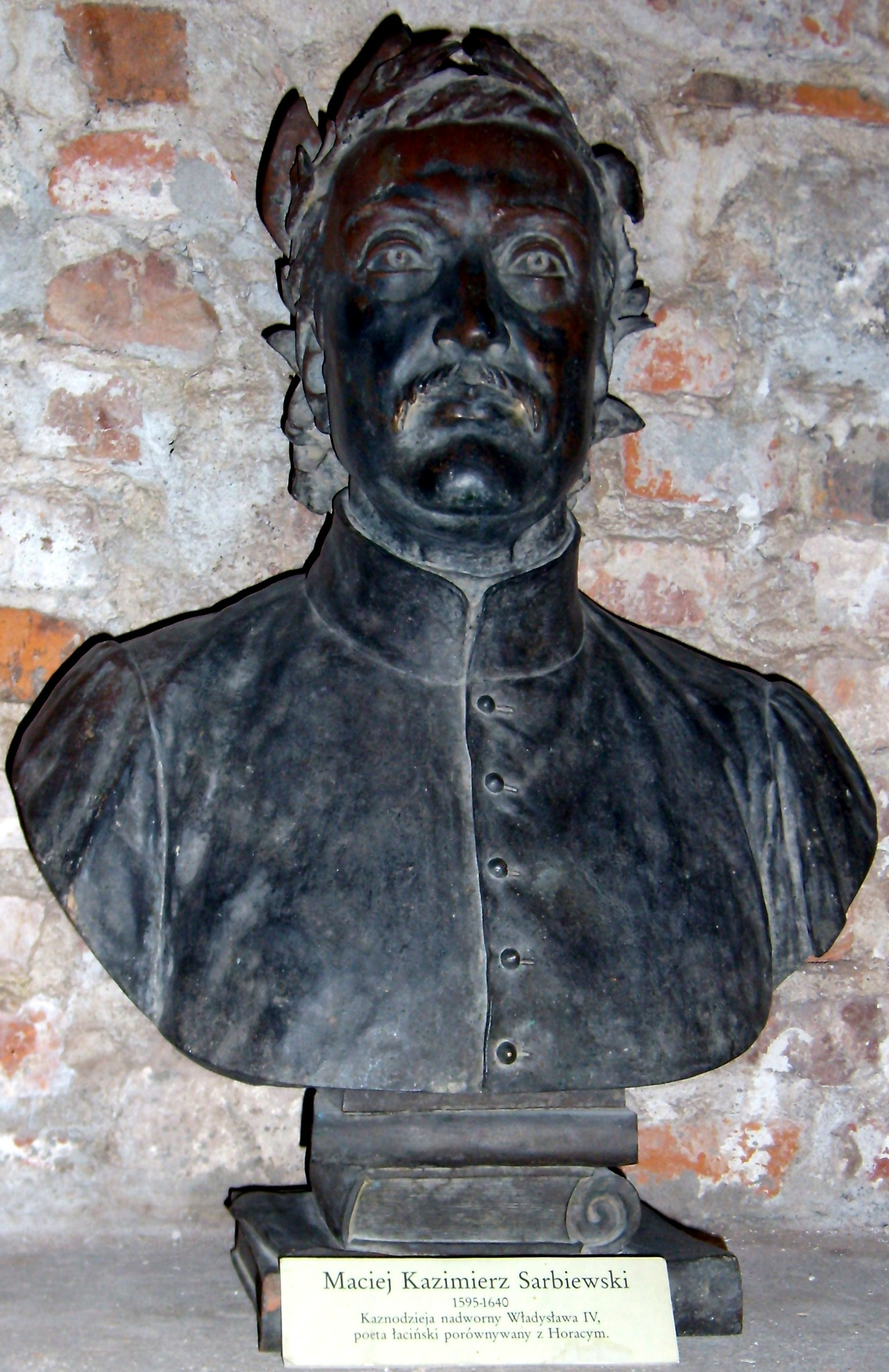
popiersie Macieja Kazimierza Sarbiewskiego dłuta Jana Kryńskiego przed 1885

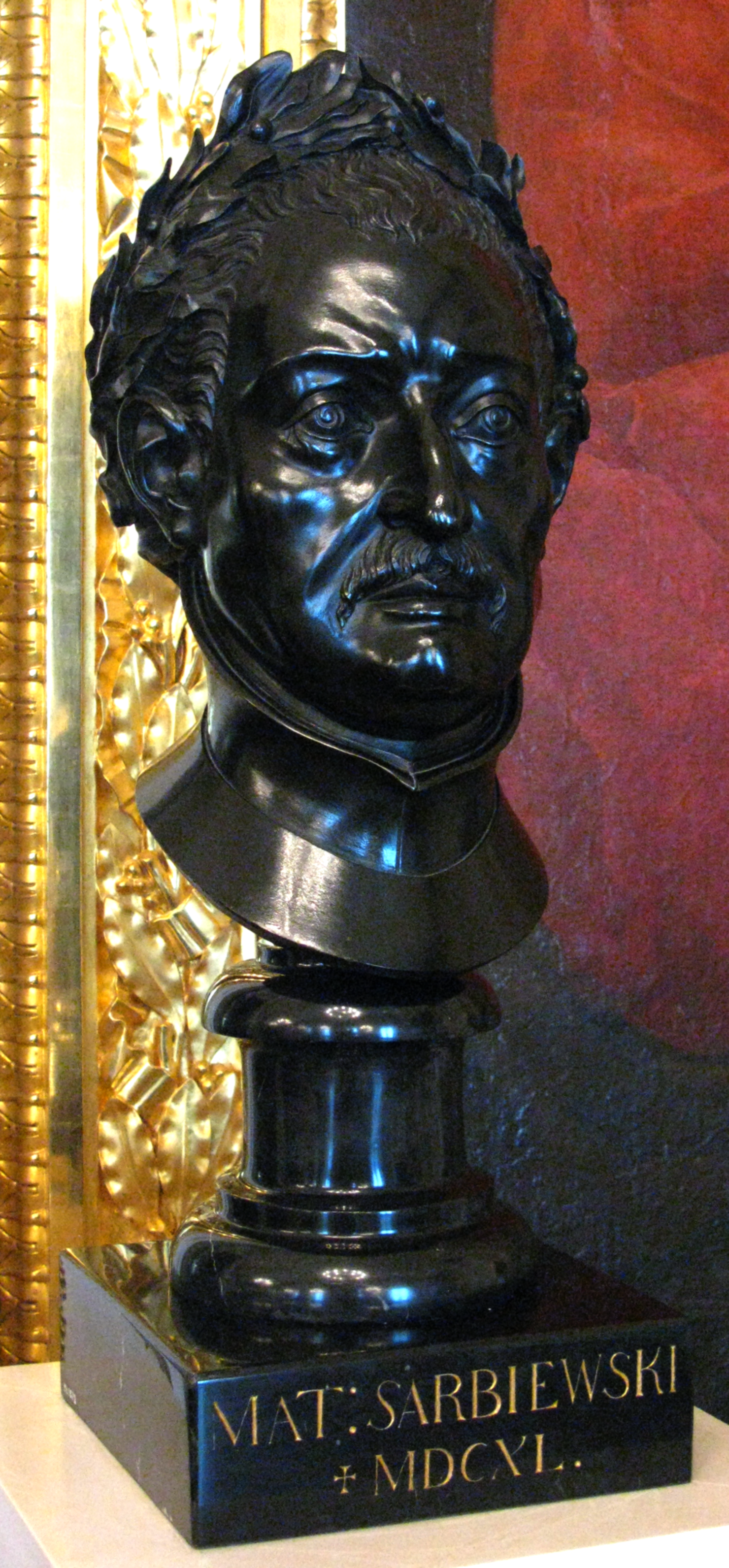
popiersie Macieja Kazimierza Sarbiewskiego dłuta Andrzeja Le Bruna

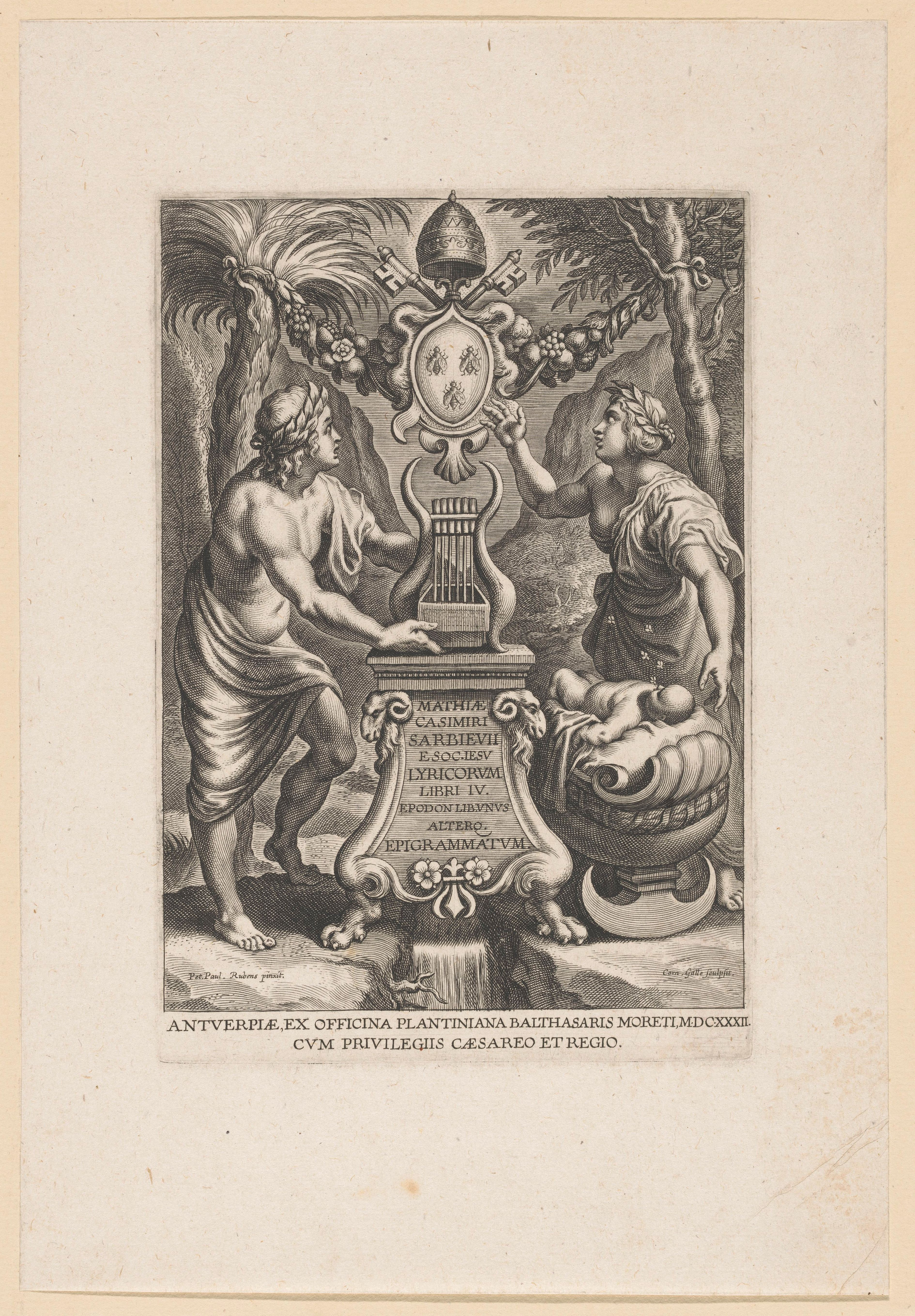
Frontispis Lyricorum librorum według szkicu Rubensa

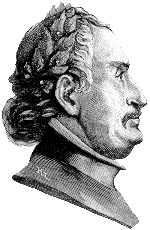
Maciej Kazimierz Sarbiewski

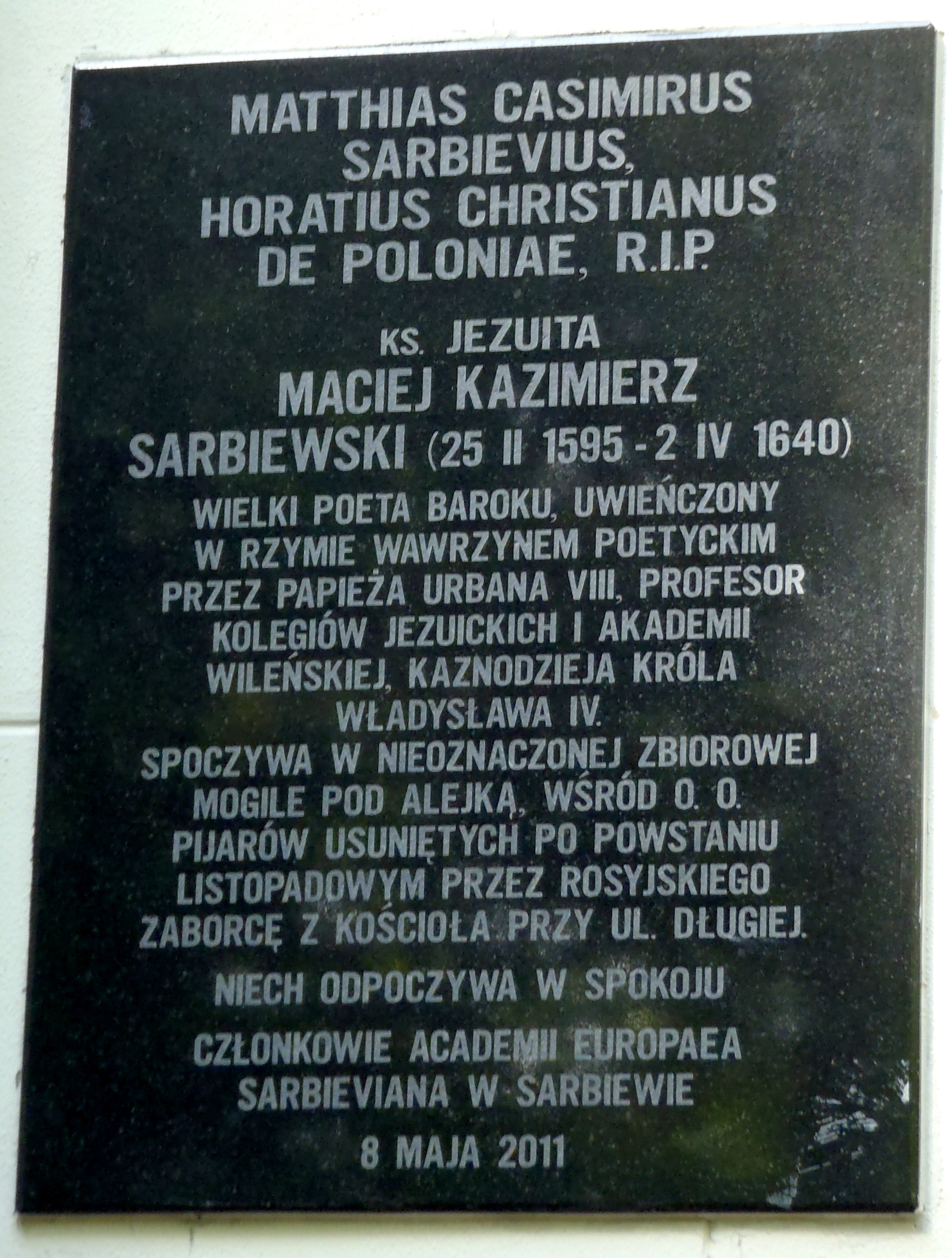
epitafium Macieja Kazimierza Sarbiewskiego na kościele św. Karola Boromeusza na cmentarzu Powązkowskim w Warszawie, 2011

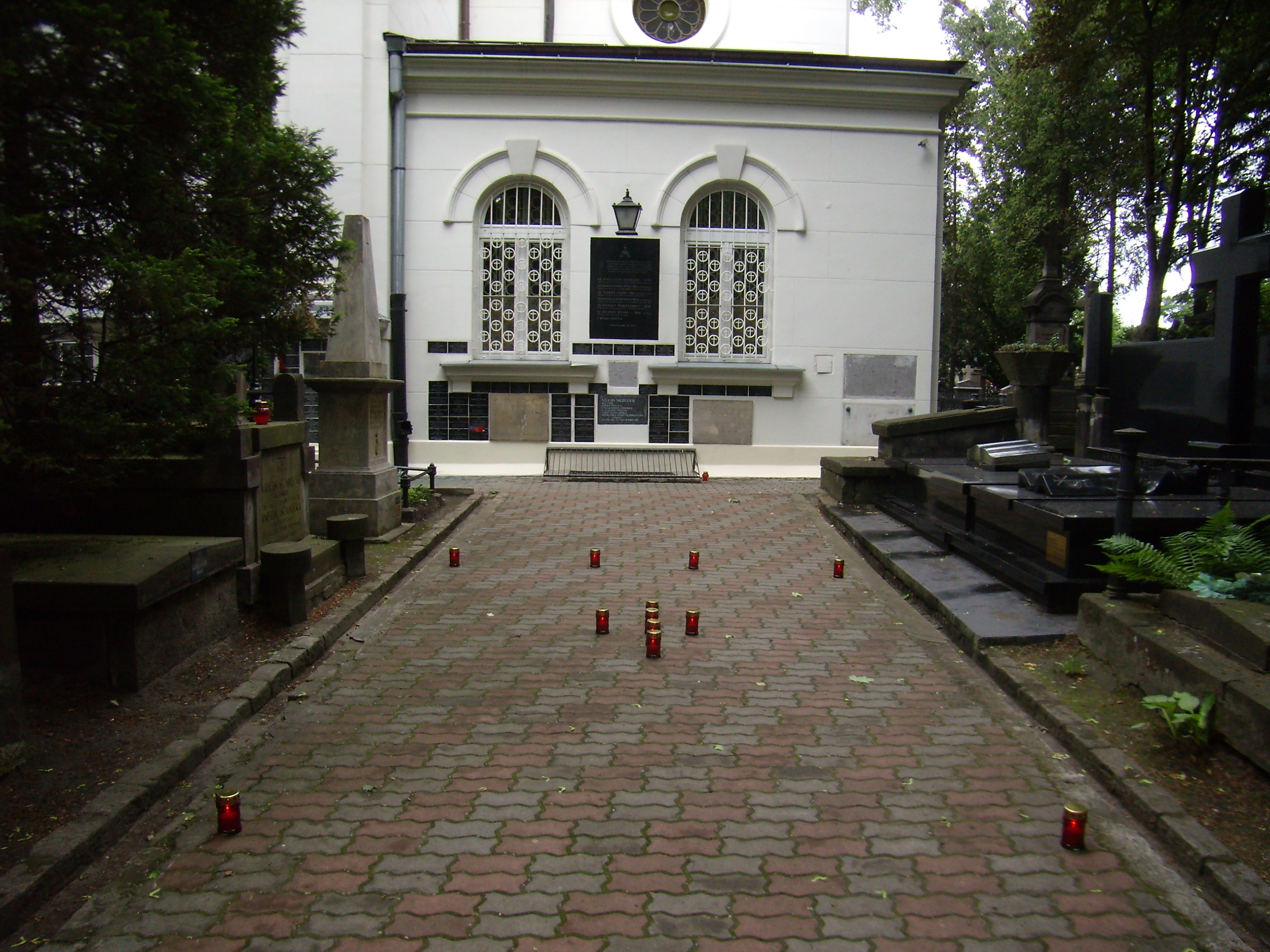
grób Macieja Kazimierza Sarbiewskiego na cmentarzu Powązkowskim – alejka oznaczona tablicą, pod którą znajduje się zbiorowa mogiła, 2009

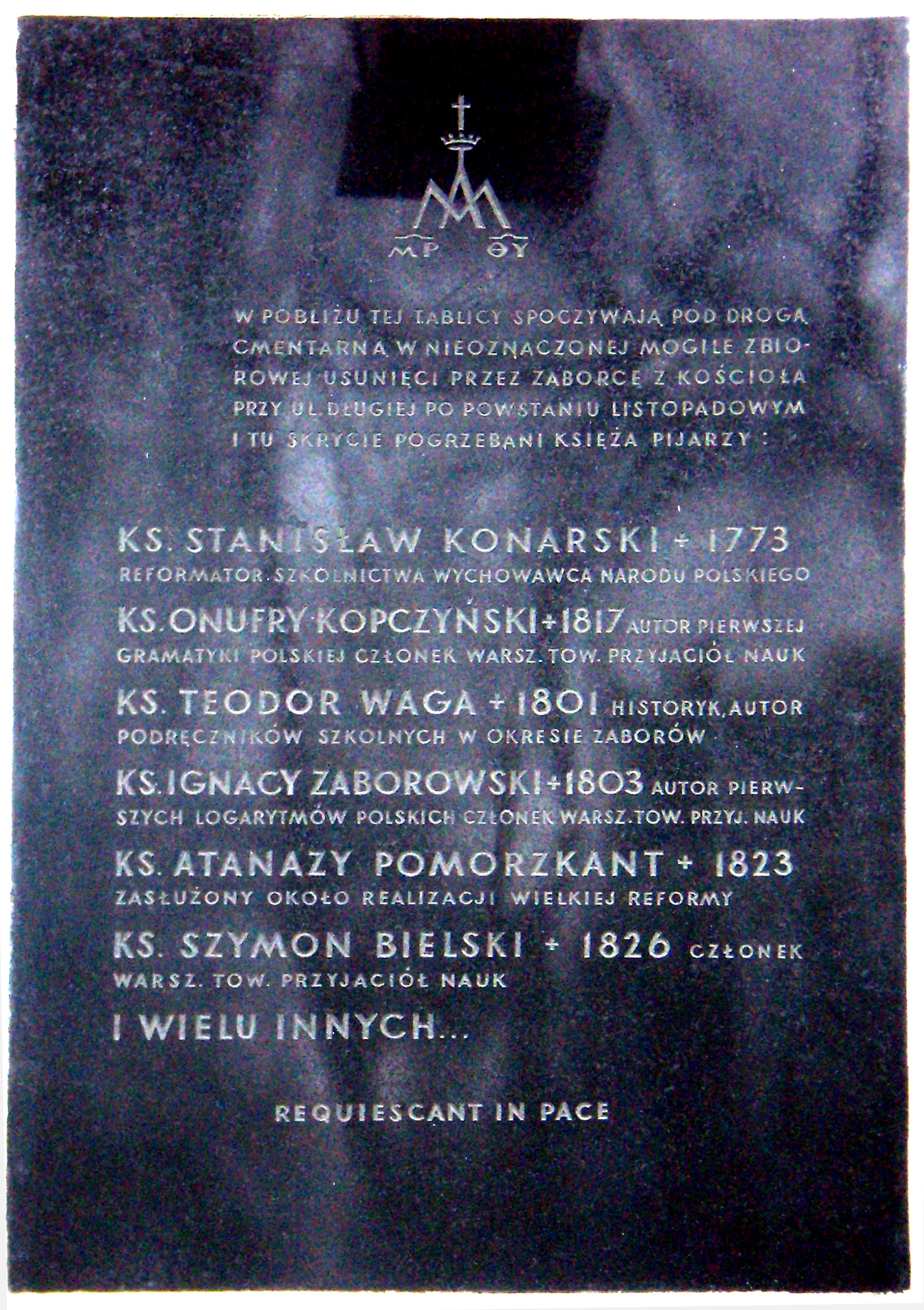
tablica oznaczająca grób Macieja Kazimierza Sarbiewskiego w zbiorowej mogile, kościół św. Karola Boromeusza – ściana zakrystii, cmentarz Powązkowski

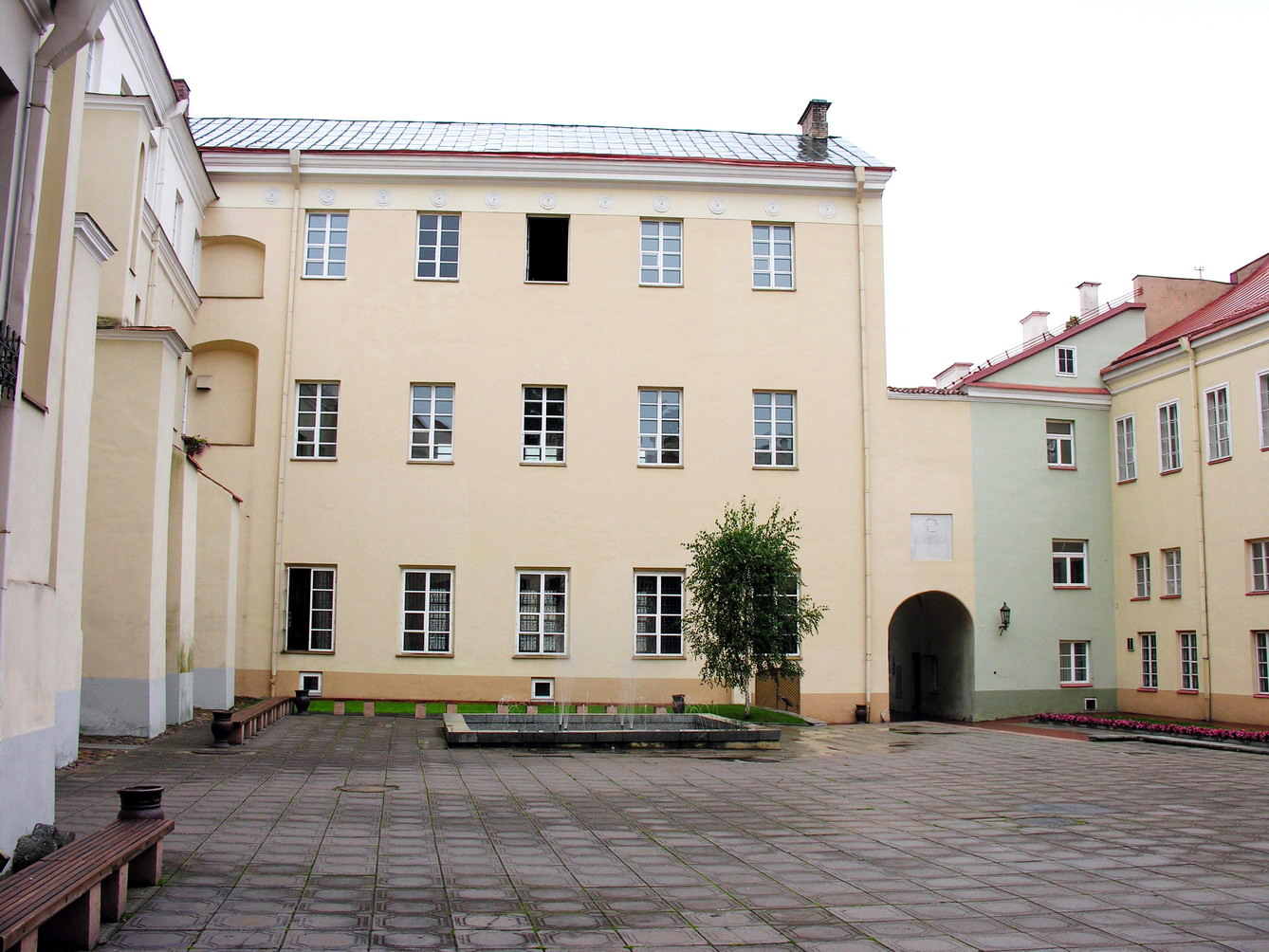
Dziedziniec Macieja Kazimierza Sarbiewskiego na Uniwersytecie Wileńskim

Maciej Kazimierz Sarbiewski SJ herbu Prawdzic łac. Mathias Casimirus Sarbievius (ur. 24 lutego 1595 w Sarbiewie koło Płońska, zm. 2 kwietnia 1640 w Warszawie) – światowej sławy polski poeta neołaciński i teoretyk literatury epoki baroku, kaznodzieja nadworny Władysława IV, jezuita.
Nazywany bywał Horatius Sarmaticus (łac. sarmackim Horacjuszem), Horatius Christianus (łac. chrześcijańskim Horacjuszem). Jeden z najbardziej popularnych i najczęściej wydawanych polskich autorów za granicą, obok Henryka Sienkiewicza i Ferdynanda Ossendowskiego.

## Życiorys
Ojcem jego był Mateusz Sarbiewski, a matką Anastazja z Milewskich. Bratem jego był Stanisław Sarbiewski (zm. 1662) – wojewoda mazowiecki, marszałek izby poselskiej, dzielny dowódca, który ścigał Chmielnickiego i posłował do Moskwy i do Szwedów.
Naukę rozpoczął w 1607 w kolegium jezuickim w Pułtusku. 25 lipca 1612 wstąpił do zakonu jezuitów w Wilnie. Studiował w kolegium jezuickim w Braniewie (1614–1617), (gdzie spotkał św. Andrzeja Bobolę) i na Akademii Wileńskiej (1620–1622).
Wsławił się łacińskim Wierszem na pochwałę Jana Karola Chodkiewicza – hetmana – tegoż zwycięstwo pod Chocimem w 1621 r.
W 1622 wysłany został przez swoich zakonnych przełożonych na studia do Rzymu. Podróżując z klerykami: Janem Grużewskim, Andrzejem Rudominem i Mikołajem Zawiszą w lasach w okolicach Bambergu został napadnięty i obrabowany przez rozbójników. Mikołaj Zawisza, ranny w napaści pod Bambergiem, zmarł na febrę po przybyciu do Rzymu.
Na dworze papieża-poety Urbana VIII stał się jednym z grona czołowych intelektualistów europejskich. W starszych życiorysach Sarbiewskiego spotyka się informację, że papież uwieńczył go laurem, w związku z czym przysługiwał mu tytuł poëta laureatus,, ale brak na to świadectw. W tym też roku 1622 opisał wierszem swoją podróż do Rzymu (Iter Romanum – Droga rzymska). 3 czerwca 1623 otrzymał w Rzymie święcenia kapłańskie.
W 1625 r. powrócił do Polski, przebywał w Nieświeżu, został profesorem teologii i retoryki na Akademii Wileńskiej. Wykładał poetykę i retorykę w kolegiach w Krożach i w Połocku oraz na Akademii Wileńskiej, gdzie uzyskał w 1632 doktorat z filozofii, a w 1636 teologii. W 1635 został królewskim kaznodzieją Władysława IV.
Był jednym z największych poetów europejskich epoki baroku. Jego Lyricorum libri doczekały się kilkudziesięciu wydań w całej Europie. W 1632 wydana została Lyricorum libri IV w Antwerpii luksusowa edycja z miedziorytami Petera Paula Rubensa w wysokim nakładzie (jak na owe czasy) 5000 egzemplarzy.
Zmarł nagle, wskutek udaru, który nastąpił w trakcie ostatniego, pożegnalnego kazania wygłoszonego w kościele św. Jana Chrzciciela.

## Trzy pogrzeby
Pochowany w podziemiach kościoła o.o. jezuitów w Warszawie, bez żadnego pomnika. Po kasacie zakonu jezuitów (1773) ok. 1834 przeniesiony do podziemi kościoła św. Pryma i Felicjana o.o. pijarów na ul. Długiej. Gdy po Powstaniu Listopadowym carskie władze zaborcze przekazały kościół o.o. pijarów Rosyjskiej Cerkwi Prawosławnej, na polecenie namiestnika Iwana Paskiewicza przeniesiony wraz z pijarami i potajemnie pochowany przez Rosjan w zbiorowej mogile pod aleją w sąsiedztwie kościoła św. Karola Boromeusza, aby zginął ślad i nie oddawano im hołdu jako bohaterom narodowym, na cmentarzu Powązkowskim (miejsce nieoznakowanej, zbiorowej mogiły o.o. pijarów i jezuitów, znajdujące się pod cmentarna alejką między kwaterami 7 i 9 ok. 8 kroków tj. ok. 6 m od ściany zakrystii kościoła) jest oznakowane tablicą na zewnętrznej ścianie kościoła św. Karola Boromeusza, z napisem: w pobliżu tej tablicy spoczywają pod drogą cmentarną w nieoznakowanej mogile zbiorowej usunięci przez zaborcę z kościoła przy ul. Długiej po Powstaniu Listopadowym i tu skrycie pogrzebani księża pijarzy:... ...I wielu innych Requiescant in pace wmurowaną z inicjatywy o. Innocentego Buby, SchP.

### Epitafium
8 maja 2011 Teresa Kaczorowska przy udziale Academii Sarbieviana odsłoniła tablicę nagrobną Macieja Kazimierza Sarbiewskiego wmurowaną na ścianie kościoła pw. św. Karola Boromeusza na cmentarzu Powązkowskim w Warszawie obok tablicy poświęconej o.o. pijarom.

## Twórczość
Tworzył po łacinie. Jedynym zachowanym dziełem po polsku jest kazanie (Laska marszałkowska albo kazanie na pogrzebie Jana Stanisława Sapiehy, W. Marszałka Litewskiego, Wilno, 1635) wygłoszone na pogrzebie Jana Stanisława Sapiehy. Sześć lat po śmierci poety dokonano tłumaczenia zbioru Lyricorum librorum na angielski (Odes of Casimire by G. H.,, Princes Armes, St. Paul’s Church Yard, 1646).
W Kolonii ukazało się aż siedem wydań jego wierszy. Jeszcze w XX wieku wydawano po węgiersku. Pierwszy niekompletny przekład Liryków w tłumaczeniu Władysława Syrokomli ukazał się w Wilnie w 1851, kompletny przekład wierszy w tym Liryków Sarbiewskiego w przekładzie Tadeusza Karyłowskiego, SI ukazał się dopiero w 1980. Pisma teoretycznoliterackie Sarbiewskiego były znane jego studentom, krążyły też w odpisach rękopiśmiennych; drukiem ukazały się w wieku XX. Powstały po łacinie. Obszerny traktat De perfecta poesi (O poezji doskonałej) (wyd. 1954, edycja dwujęzyczna, tłum. Marian Plezia) dotyczy eposu, wskazuje antyczne spełnienia gatunku (Homer, Wergiliusz), daje alegoryczną interpretację Eneidy Wergiliusza jako poematu o wędrówce duchowej człowieka, przede wszystkim jednak zawiera nowatorskie rozważania o istocie działań poety, porównanego tu do Boga (tworzy „na wzór Boga” – instar Dei), bo też dzieło poetyckie wydaje się bytem „jakby na nowo” (quasi de novo) stworzonym (creari). Władysław Tatarkiewicz nazywając Sarbiewskiego „pierwszym Polakiem w dziejach estetyki” uznał tę koncepcję za barokową zapowiedź romantyzmu. Wśród rozpraw zebranych w tomie Wykłady poetyki (wyd. 1958, ed. dwujęzyczna, tłum. Stanisław Skimina) nowatorski jest esej De acuto et arguto (O poincie i dowcipie), ukazujący oksymoron, paradoks jako „zgodną niezgodność” (concors discordia), tj. przykład jedności treści i formy, zarazem poznawczej, zaskakującej mocy języka poetyckiego. Esej ten stanowi teoretyczne zaplecze estetyki barokowego konceptyzmu. Wreszcie obszerne dzieło Dii gentium (Bogowie pogan) (wyd. 1972, ed. dwujęzyczna, tłum. Krystyna Stawecka) stanowi swoisty słownik znaczeń symbolicznych, wysnuty z mitologii antycznej, a rozwijany też w kontekście symboliki chrześcijańskiej. Jest to znamienna dla jezuitów próba syntezy kulturowej.

### Ważniejsze dzieła
- Obsequium gratitudinis... D. Joanni Carolo Chodkiewicz, palatino vilnensi... ab Apolline Krozensi persolutum atque a Gymnasio Krosensi... oblatum, Wilno 1619, drukarnia Akademii T. J.
- De acuto et arguto liber unicus, sive Seneca et Martialis... (O poincie i dowcipie...), powst. 1619/1620, przed sierpniem/wrześniem 1623 poprawione, prawdopodobnie było przedmiotem wykładów autora w Połocku 1626/1627; wyd. krytyczne w: Wykłady poetyki (Praecepta poetica), oprac. S. Skimina, Wrocław 1958, BPP seria B, nr 5; rękopisy (skrypty studenckie pod dyktatem Sarbiewskiego): Biblioteka Czartoryskich nr 1446, 1858; przekł. polski: S. Skimina, ogł. przy wyd.Wykłady poetyki... (traktat o teorii barokowego konceptyzmu)
- Hymenodora honore et gloria internvnciis almae Academiae Vilnensis nomine ... sponsis ... Ioanne Stanislao Sapieha M.D.L. curiae marschalco ... et ... Annae Chodkieviciae ... Ioanne Caroli Chodkiewicz palatini Vilnensis ... filiae oblata ... (Wilno) 1620
- Sacra Lithothesis, in prima templi Magnae Virgini Matri dedicati erectione... ab studiosa iuventute descripta, Wilno 1621, drukarnia Akademii T. J.; przekł. polski: S. Zabiełło pt. Nieśmiertelna pamięć..., Wilno 1766
- Quatuor leucae Virginis Matris, seu publica... processio odis IV expressae, Antwerpia 1624, drukarnia Montus; przekł. polski: W. Syrokomla, J. Ejsmond; przekł. J. Ejsmonda przedr. T. Jodełka Polska poezja maryjna. Antologia, Niepokalanów 1949
- Lyricorum libri III, Kolonia 1625, drukarnia B. Gualter; inne wydanie pt. Lyricorum libri III. Epigrammatum liber unus, Kolonia 1625, drukarnia B. Gualter (zawartość identyczna); wyd. następne (poszerzone): Wilno 1628, Antwerpia 1630
- Characteres lyrici seu Horatius et Pindarus (O rodzajach lirycznych...), powst. prawdopodobnie przed De perfecta poesi...; wyd. krytyczne w: Wykłady poetyki (Praecepta poetica), oprac. S. Skimina, Wrocław 1958, BPP seria B, nr 5; rękopisy (skrypty studenckie pod dyktatem Sarbiewskiego): Biblioteka Czartoryskich nr 1446, 1858; przekł. polski: S. Skimina, ogł. przy wyd.Wykłady poetyki... (traktat o poezji lirycznej)
- De virtutibus et vitiis carminis elegiaci, seu Ovidius (O zaletach i wadach pieśni elegijnej...), powst. prawdopodobnie przed De perfecta poesi...; wyd. krytyczne w: Wykłady poetyki (Praecepta poetica), oprac. S. Skimina, Wrocław 1958, BPP seria B, nr 5; rękopisy (skrypty studenckie pod dyktatem Sarbiewskiego): Biblioteka Czartoryskich nr 1446, 1858; przekł. polski: S. Skimina pt. O zaletach i wadach elegii (traktat o poezji elegijnej)
- De figuris sententiarum, powst. prawdopodobnie przed De perfecta poesi...; wyd. krytyczne w: Wykłady poetyki (Praecepta poetica), oprac. S. Skimina, Wrocław 1958, BPP seria B, nr 5, dodatek; rękopis: Biblioteka Czartoryskich nr 1858; przekł. polski: S. Skimina pt. O figurach myśli (traktat retoryczny)
- De perfecta poesi, sive Vergilius et Homerus (O poezji doskonałej...), powst. przed końcem 1626; rozdz. 36 księgi IX (o poezji dramatycznej i urządzaniu sceny w szkolnych teatrach jezuickich) ogł. B. I. Riezanow K istorii russkoj dramy. Poetika M. K. Sarbiewskiego, Nieżin 1911; całość wyd. krytycznie S. Skimina, Wrocław 1954, BPP seria B, nr 4; przekł. polski: M. Plezia, wyd. S. Skimina przy tej edycji; księga IX w przekł. M. Plezia, wyd. Z. Raszewski Pamiętniki Teatralne 1953, z. 3 (7), z rysunkami Sarbiewskiego; rękopisy: Biblioteka Czartoryskich nr 1446, 1858 (traktat w 11 księgach o poetyce)
- Dii gentium, seu theologia, philosophia tam naturalis quam ethica, politica, oeconomica, astronomia, caeteraeque artes et scientiae sub fabulis theologiae ethnicae a veteribus occultate (Bogowie pogan...), powst. około 1627, niewydane; rękopisy: Biblioteka Czartoryskich nr 1249, 1878; skrót z roku 1717, rękopis nr 1248; fragm. Biblioteka Narodowa nr I 3210: tu stanowi księgę II, tzw. Romanae eruditiones (kompilacyjne dzieło o mitologii antycznej)
- Lyricorum libri IV, Epodon liber unus alterque epigrammatum, Lejda 1631, drukarnia Elzeviriana, wyd. następne (poszerzone i zmienione; najważniejsze): Antwerpia 1632; Antwerpia 1634 (porównaj wyd. Antwerpia 1646); pt. Horatius Sarmaticus, Kolonia 1721; także Kolonia 1781; Paryż 1759; przedr. fotooffsetowy edycji 1646 – Los Angeles 1953
- In primam partem Summae theologicae divi Thomae Aquinatis, fragmenty ogł. J. Zdanowicz „Sarbiewski na tle kontrowersyj teologicznych swojego wieku”, Wilno 1932, Studia Teologiczne, t. 2 (z 3 podobiznami rękopisu); odpis, prawdopodobnie streszczenie prelekcji akademickich z lat 1631–1632, znajdował się w Bibliotece Uniwersytetu Wileńskiego (2-częściowy komentarz do zagadnień wybranych z pierwszej części Summy teologicznej św. Tomasza z Akwinu)
- Laska marszałkowska na pogrzebie... Jana Stanisława Sapiehi, marszałka wielkiego W. Ks. Litewskiego... w Wilnie... wystawiona (kazanie), Wilno 1635, drukarnia Akademii T. J.; przedruk m.in.: J. Daneykowicz Ostrowski Swada polska i łacińska, t. 1, Lublin 1745 (cz.: Swada ambony); fragm. podał W. Piątkiewicz: „Laska marszałkowska” Sarbiewskiego, Przegląd Powszechny 1891, t. 1-2; przekł. łaciński: W. Cieciszowski pt. Scipio marschalcalis..., Wilno 1645
- Oratio panegyrica... in solenni corporis D. Casimiri ranslatione, Wilno 1636, drukarnia Akademii T. J.; przedr. przy wyd.: Poemata, wyd. A. Naruszewicz, Wilno 1757; przekł. polski: J. Lipnicki Życie, cuda i cześć św. Kazimierza, Wilno 1858
- Liber de Urbe et Romanis, niewydane; rękopisy: Biblioteka Czartoryskich nr 1249; fragm. Biblioteka Narodowa nr I 3210 (tu stanowi księgę I, tzw. Romanae eruditiones)
- Memorabilia, niewydane; rękopis Biblioteki Czartoryskich nr 1405 (>zbiór wypisów z autorów klasycznych i polskich, historyków; zob. też: K. Piotrowicz „Polonica w Niemczech”, Nauka Polska, t. 18 (1934), s. 65, 119, 123).
- Descriptio gentium, 1630
- Epodon liber unus alterque Epigrammatum, 1634
- parafrazy Anakreonta, Owidiusza, Antologii Palatyńskiej i Horacego

Kilka dzieł niewydanych zaginęło (zob.: T. Wall M. C. Sarbievii bibliographia... Opera... oratione soluta przy wyd.: Poemata omnia...).

### Wydania zbiorowe
- Opera poetica, quae innotuerunt, omnia, wyd. F. Kruszewski, Wilno 1749; wyd. następne: wyd. G.M. Leytner, Wrocław 1753
- Poemata ex vetustis manusciptis et variis codicillis... in unum collecta, wyd. A. Naruszewicz, Wilno 1757 (tu m.in. wydano po raz pierwszy Sylviludia dithyrambica)
- Carmina. Nova editio, prioribus longe auctior et emendatior, wyd. J. Barbou, Paryż 1759
- Opera posthuma quibus accesserunt multa poemata vernaculo carmine reddita, wyd. F. Bohomolec, Warszawa 1769 (tu m.in.: ułamek zaginionego poematu heroicznego Lechias; przekład ód)
- Poemata omnia, wyd. F.T. Friedmann, Lipsk 1804, wyd. następne: Strasbour 1805; Drezno 1814; Graz 1831; Lipsk 1840
- Carmina in usum juventutis... edita, wyd. E. Andraszek, Warszawa 1830
- Carmina posthuma ex codice auctoris manu scripto..., wyd. Jan Krystyniacki Jahres Bericht d. Zweiten Obergymnasium in Lemberg f. d. Schul Jahr 1876, Lwów 1876; tu m.in. wydana po raz pierwszy elegia Iter Romanum (Droga rzymska) z 1622
- Poemata omnia, wyd. T. Wall, Starawieś 1892, wyd. następne niezmienione: Starawieś 1911 (wydanie najpełniejsze)
- Odae selectae, wyd. M. Jezienicki Celniejsze utwory łacińskie Janickiego, Kochanowskiego i Sarbiewskiego, cz. 1-2, Lwów 1898; cz. 3, Lwów 1900
- Poezje łacińskie Janickiego, Kochanowskiego i Sarbiewskiego do użytku w gimnazjach polsko-łacińskich, wyd. T. Sinko, Lwów 1927, wyd. następne: Lwów 1929; 1932

### Listy
- 4 listy do Stanisława Łubieńskiego z lat 1636–1638, wyd. w: S. Łubieński Opera posthuma, Antwerpia 1643; także przy wyd. Poemata ex vetustis manusciptis et variis codicillis... in unum collecta, wyd. A. Naruszewicz, Wilno 1757
- 36 listów do Stanisława Łubieńskiego z lat 1636–1639 i niedatowanych, wyd. w Opera posthuma quibus accesserunt multa poemata vernaculo carmine reddita, wyd. F. Bohomolec, Warszawa 1769
- Do K.L. Sapiehy, dat. z Wilna 2 maja 1634, ogł. W.A. Maciejowski Piśmiennictwo polskie, t. 3 dod., Warszawa 1852, s. 240
- Do K.L. Sapiehy, dat. z Wilna 29 września 1636, ogł. Biblioteka Warszawska 1859, t. 4
- 6 listów od Stanisława Łubieńskiego z lat 1630–1638, wyd. w: S. Łubieński Opera posthuma, Antwerpia 1643; także przy wyd. Poemata ex vetustis manusciptis et variis codicillis... in unum collecta, wyd. A. Naruszewicz, Wilno 1757
- 56 listów od Stanisława Łubieńskiego z lat 1630–1640 i niedatowanych, wyd. w Opera posthuma quibus accesserunt multa poemata vernaculo carmine reddita, wyd. F. Bohomolec, Warszawa 1769
- Od Dionizego Petaviusa, dat. z Paryża (1622-1625), wyd. w Opera posthuma quibus accesserunt multa poemata vernaculo carmine reddita, wyd. F. Bohomolec, Warszawa 1769
- 80 listów M. K. Sarbiewskiego i S. Łubieńskiego przeł. W. Syrokomla Przekłady poetów polsko-łacińskich, t. 6, Wilno 1852

### Przekłady utworów Sarbiewskiego
Przekłady polskie
- większość utworów poetyckich przeł. W. Syrokomla: Poezja... Sarbiewskiego, Dział I. Pienia liryczne, Wilno 1851; Dział II. Pienia liryczne i opisowe; w książce: Przekłady poetów polsko-łacińskich, t. 4-5, Wilno 1851; przedr. w: L. Kondratowicz Poezje, t. 9, Warszawa 1872; wybór przedr.: S. Cywiński w wyd.: W. Syrokomla Wybór poezji, Wilno 1923; T. Jodełka Polska poezja maryjna. Antologia, Niepokalanów 1949
- przekłady pojedynczych utworów
  - Nieborowski, ogł. S. Starowolski Magni antistitis Jacobi Zadzicii elogium & vita, Kraków 1644, s. 72
  - S. Twardowski Miscellanea selecta, Kalisz 1681; także Kalisz 1682
  - A. A. S. w: J. T. Trembecki Wirydarz poetycki (1675), wyd. A. Brückner, t. 2, Lwów 1911
  - J. T. Trembecki Wirydarz poetycki (1675), wyd. A. Brückner, t. 2, Lwów 1911
  - J. Gawiński: Pisma pozostałe, wyd. W. Seredyński Archiwum do Dziejów Literatury i Oświaty w Polsce, t. 2 (1882); przekł. Lyr. IV, 16 ogł. przedtem Ż. Pauli w J. Gawiński Poezje, Lwów 1843, s. 146
  - A. (mylnie Zbigniew) Morsztyn, Poznań 1844; także w A. Morsztyn Poezje oryginalne i tłumaczone, Warszawa 1883
  - J. Orzechowski, ogł. U. Bretholz: Über unbekannte und wenig bekannte polnische Dichter des XVII Jahrhunderts, Kraków 1897, s. 77 nn.
  - T. Plater: Myśli wybrane z francuskiego oraz pieśni z Sarbiewskiego, parodie, Wilno 1730; także wyd. następne: Wrocław 1780
  - P. Puzyna, A. Naruszewicz, J. Albertrandi, J. Minasowicz, F. Bohomolec, M. Przeździecki: wyd. F. Bohomolec (zob. także: A. Naruszewicz Wiersze różne, t. 2, Warszawa 1805; J. Minasowicz Zbiór rytmów polskich, cz. 3, Warszawa 1856; A. Wiśniowski Rozmowy w ciekawych i potrzebnych materiach, t. 2, Warszawa 1761)
  - J. Minasowicz, A.I., A. Rzewuski Zabawy Przyjemne i Pożyteczne (od 1789), t. 1, 3-6, 9-10, 15
  - K. Chromiński Dziennik Wileński 1806, t. 1
  - H. Juszyński Dykcjonarz poetów polskich, t. 2, Kraków 1820
  - K. Brodziński Literatura polska. Odczyty uniwersyteckie (powst. 1822-1823), w: Pisma, t. 4, Poznań 1872
  - J. Wiernikowski Dzieje Dobroczynności, t. 2, Wilno 1823, s. 24; t. 4, Wilno 1824, s. 43
  - J. Z. R., K. W. M. Rozmaitości Warszawskie 1826, nr 40
  - M. Kiełczewski, J.N. Kundzicz Dziennik Warszawski 1829, t. 16, s. 49–54, 165-168
  - anonim Pam. Kr. Nauk i Sztuk Pięknych, t. 1, poszyt 3 (1830), s. 34–35
  - A. Załęski Przekład pieśni Sarbiewskiego i inne poezje, Warszawa 1831
  - K. Wiesiołowski Czasopism Zakładu Narodowego im. Ossolińskich 1831, t. 3, s. 130
  - W. A. W. (Wolniewicz) Przyajciel Ludu 1837, nr 43
  - Hymny kościelne, przekł. ks. Kitkiewicza, Wilno 1848
  - J. Laskarys Biblioteka Warszawska 1850, t. 4
  - J. Hołubowicz Przegląd Lwowski 1874, t. 8, s. 165; przedr. J. Badeni: „K. M. Sarbiewski”, Przegląd Powszechny 1884, t. 4; także przedr. w książce Studia i szkice, t. 2, Kraków 1898, s. 24–26
  - A. Kantecki Warta 1874/1875, nr 5, 19, 23, 43
  - Grot Tygodnik Ilustrowany 1878; Tygodnik Ilustrowany 1880, nr 245
  - J. Wabner Ateneum 1888, t. 2; Przegląd Pedagogiczny 1897, nr 6
  - W. Piątkiewicz Przegląd Powszechny 1895, t. 3
  - P. Parylak Sprawozdanie Gimnazjum Polskiego w Cieszynie za rok szkolny 1898/99, Cieszyn 1899; Upominek. Książka zbior. na cześć E. Orzeszkowej, Kraków 1893; z górnych chwil życia. Poezje, Kraków 1906
  - J. Ejsmond Słowo Polskie (Lwów) 1914, nr 494; także Kurier Lwowski 1914, nr 438; Kurier Lwowski 1917, nr 1, 60, 97; Sfinks 1917; także Tygodnik Ilustrowany 1922, nr 45; Kurier Warszawski 1917 nr 97; wyd. zbiorowe pt. Tęsknota do ojczyzny błękitnej (wybór pieśni), Warszawa 1924; wybór przedr. T. Jodełka: Polska poezja maryjna. Antologia, Niepokalanów 1949
  - T. Karyłowski Przegląd Powszechny 1922, t. 3-4; Głos Narodu 1925, nr 103; Czas 1925, nr 126; Przegląd Powszechny 1925, t. 4; 1926, t. 4 i wyd. książkowe; 1929, t. 3
  - P. Schmutzer Przegląd Humanistyczny 1931, nr 3-4
  - B. Wójcik Filomata 1931, l. XXX
  - M. Huczneker Przegląd Humanistyczny 1932, nr 4-5
  - M. Abramowiczówna Kwartalnik Klasyczny 1934, nr 3, s. 198–202
  - J. Birkenmajer Myśl Narodowa 1938, nr 16
  - anonim Przegląd Klasyki 1938, nr 1, s. 58

Przekłady na języki obcebibliografię do roku 1892 podał T. Wall
- przekł. niemiecki: Lyr. IV, 23 przez I. Grafe; wyd.: Die schönen Gedichte der Wletliteratur..., Wiedeń 1933; przedr. W. Hahn „Przyczynki do bibliografii Sarbiewskiego i Mickiewicza”, Ruch Literacki 1934
- przekł. angielski wyboru ód przez G. Hilsa (Londyn 1646), przedr. Los Angeles 1954, pełny zbiór przekładów na język angielski w tomie Casimir Brittanicus (Londyn 2008 i 2010) pod redakcją Krzysztofa Fordońskiego i Piotra Urbańskiego
- przekł. francuski 2 ód zobacz: A. Bonarski „L’ Italie et la Pologne au cours des siècles”, Lozanna 1945, Collection „Culture Européene”. Échanges Intraeuropéens, nr 2, s. 84–86; F.L. Schoell „Une Discipline négligée: la littérature latine de la Renaissance”, Lettres d’ Humanité, t. 7 (1948), s. 161–164

### Utwory o autorstwie niepewnym
- Epigramat w: In primo... Stanislai... Kiszka... adventu gratulationes oblatae, Wilno 1618, drukarnia Akademii T. J. (jednym z autorów, podpisanym jako Bartholomaeus Grimza, miał być prawdopodobnie Sarbiewski; zob. Estreicher XIX, 268)
- Icon sive descriptio animorum Barclai quinque praecipuarum nationum in Europa (Kraków 1647), wyd. następne: 1684; także (odpis) w: J. T. Trembecki Wirydarz poetycki (1675), wyd. A. Brückner, t. 1, Lwów 1910, s. 134–143; wersja pt. Descriptio gentium (z drobnymi odmianami tekstu) w rękopisie „sylwy” Andrzeja Lubienieckiego młodszego, Biblioteka Miejska w Rotterdamie nr 527 – ogł. S. Kot: „Descriptio gentium” di poeti polacchi dei secolo XVII, Ricerche Slavistiche, t. 6 (1958); przekł. polski: pt. Wizerunek abo opisanie animuszów piąci co najprzedniejszych narodów w Europie, przez I. P. C. ... przełożony, wyd. przy Icon sive descriptio animorum Barclai quinque praecipuarum nationum in Europa, por. Estreicher XII, 369-370; także w: J. T. Trembecki Wirydarz poetycki (1675), wyd. A. Brückner, t. 1, Lwów 1910; porównaj wyd. S. Kot „Descriptio gentium” di poeti polacchi dei secolo XVII, Ricerche Slavistiche, t. 6 (1958), tu jako przekł. D. Naborowskiego (autorstwo M.K. Sarbiewskiego według przekazu A. Lubienieckiego przyjął za pewne S. Kot).

Bibliografię podaje T. Wall Mathiae Casimiri Sarbievii Bibliographia; wyd. przy M.K. Sarbiewski Poemata omnia, Starawieś 1892; wyd. 2 Starawieś 1911 (tu: wykaz dzieł – druków i rękopisów – wierszem i prozą; wykaz przekł. na jęz. polski i obce; literatura przedmiotu)

### Utwór mylnie przypisywany Sarbiewskiemu
- Silviludia, wydane jako dziełko Sarbiewskiego od połowu wieku XVIII, wielokrotnie tłumaczone na jęz. polski i obce; cykl 10 pieśni łacińskich, napisany rzekomo podczas łowów Władysława IV na Litwie 1637 r., jako jedno ze szczytowych osiągnięć artystycznych poety – stanowi według konstatacji J. Sparrowa z roku 1958, całkowity plagiat z utworu jezuity włoskiego M. Bettiniego Ludovicus, Tragicum Sylviludium, wyd. łacińskie: Parma 1612; zdaniem J. Warszawskiego oprócz cyklu Sylviludiów, które Sarbiewski przejął z Bettiniego i adaptował do realiów litewskich, napisał on w październiku 1637 w Strzembowie na Mazowszu własny Liber Silviludiorum – utwór zaginiony.

## Pamięć o ks. Macieju Kazimierzu Sarbiewskim SJ
Poeta, należący do autorów polskich najczęściej publikowanych w oryginale i przekładach od blisko 400 lat w kraju i za granicą, w swojej ojczyźnie należy do autorów nieznanych i zapomnianych, powoduje to m.in. brak tłumaczeń i łacina, ...która w czasach nam współczesnych urosła do rozmiarów zapory nie do przebycia dla przeciętnie wykształconego Polaka. W Polsce pięć ulic nosi jego imię: w Warszawie, Przemyślu, Pułtusku, Płońsku i Baboszewie.
Na Litwie w Wilnie jeden z dziedzińców Uniwersytetu Wileńskiego, gdzie poeta otrzymał doktoraty: z filozofii i teologii oraz wykładał – nazwano jego imieniem (dziedziniec im. Macieja Kazimierza Sarbiewskiego – lit.: Motiejus Kazimieras Sarbievijus kiemo).

### Międzynarodowe Dni ks. Macieja Kazimierza Sarbiewskiego
Cenną inicjatywą przywrócenia poety polskiej kulturze są Międzynarodowe Dni ks. Macieja Kazimierza Sarbiewskiego. Poeta patronuje Międzynarodowym Dniom ks. Macieja Kazimierza Sarbiewskiego „Chrześcijański Horacy z Mazowsza”, w ramach których odbywa się Ogólnopolski Konkurs Poetycki „O laur Sarbiewskiego” w Sarbiewie i Płońsku oraz towarzyszący festiwal muzyki baroku Musica Sarbieviana, zainicjowanych i organizowanych przez poetkę, pisarkę i dziennikarkę Teresę Kaczorowską przy współpracy Stowarzyszenia Academia Europaea Sarbieviana.

### Asteroida
Od 17 marca 2025 Kazimierza Sarbiewskiego upamiętnia asteroida (450737) Sarbievius, określana wcześniej jako (450737) 2007 GD52.